# Konkordia leuenberska
Konkordia leuenberska – dokument ekumeniczny przyjęty 16 marca 1973 w Leuenbergu w Szwajcarii przez większość europejskich Kościołów luterańskich i reformowanych, a także Kościoły ewangelicko-unijne, waldensów i braci czeskich. Przedstawia wspólne stanowisko w dzielących wyznania ewangelickie kwestiach chrztu, Wieczerzy Pańskiej, predestynacji oraz kwestii chrystologicznych, umożliwiając wprowadzenie wspólnoty ołtarza i ambony (interkomunii).
Podpisanie dokumentu umożliwiło powstanie 1 października 1974 wspólnoty Kościołów ewangelickich, zwanej Leuenberską Wspólnotą Kościołów, która w 2003 zmieniła nazwę na Wspólnota Kościołów Ewangelickich w Europie. 1 stycznia 1997 do wspólnoty przystąpiło również 7 Kościołów metodystycznych. Obecnie wspólnota liczy 105 Kościołów, w tym kilka południowoamerykańskich.